# Jorge Guasch
Jorge Catalino Guasch Bazán (Itá, 17 de janeiro de 1961) é um ex-futebolista profissional paraguaio, que atuava como meia.

## Carreira
Jorge Guasch fez parte do elenco da Seleção Paraguaia de Futebol da Copa do Mundo de 1986 